# Čtyřdobý zážehový motor
Čtyřdobý zážehový motor je spalovací motor, u něhož je směs paliva a vzduchu ve válci zapálena (zažehnuta) elektrickou jiskrou, kterou obvykle vytvoří zapalovací svíčka. Tím se liší od vznětového motoru, kde dochází k samovznícení vstříknutého paliva samotnou teplotou stlačeného vzduchu.
Čtyřdobý zážehový motor vynalezl v roce 1876 Nicolaus Otto. Ve čtyřdobém zážehovém motoru se na výkonu podílí každý válec jen čtvrtinu doby. Proto má řada motorů čtyři válce. Jeden z nich je vždy v pracovní fázi, takže se kliková hřídel plynule otáčí. Použití více válců vede k překrývání pracovních fází jednotlivých válců a k plynulejšímu otáčení klikové hřídele.

## Fáze čtyřdobého zážehového motoru
1. Sání: při sání se posouvá otáčející se kliková hřídel pístem dolů, čímž píst nasává do prostoru nad ním hořlavou směs paliva a vzduchu otevřeným sacím ventilem.
2. Komprese: při kompresi se uzavře sací ventil a kliková hřídel posouvá píst nahoru, kde se stlačuje směs paliva a vzduchu až na jednu osminu svého původního objemu.
3. Expanze: v horní úvrati pohybu pístu se směs zapálí jiskrou ze zapalovací svíčky a dojde k výbuchu. Vzniklé teplo způsobí expanzi směsi a tlačí píst dolů.
4. Výfuk: při dalším zvedání pístu se otevře výfukový ventil a dojde k výfuku plynů.

Pohyb pístu nahoru a dolů pomocí ojnice je přímočarý pohyb pístu převeden na rotační pohyb klikové hřídele. Tento pohyb je dále veden do převodovky automobilu, otáčení vrtule letadla, atd… Spalování je vysoce exotermní chemická reakce uvolňující velké množství tepla, což zvyšuje tlak odváděných plynů. Plynné produkty reakce mají větší tlak než směs paliva a vzduchu, čímž se „výfukový efekt“ zvětšuje. Rozdíl v tlaku plynů znamená, že velikost síly vyvíjené výfukovými plyny, které tlačí píst nahoru, je větší, než velikost síly nutné ke stlačení původní směsi paliva a vzduchu. Práce vykonaná motorem je dána rozdílem těchto dvou sil.

## Součásti čtyřdobého zážehového motoru
- pevné části motoru (hlava válců, válce, těsnění hlavy válců, kliková skříň, olejová vana, horní a dolní víka, sací potrubí)
- klikový mechanismus (píst, ojnice, kliková hřídel, setrvačník)
- rozvodový mechanismus (ventily, ventilové pružiny, vahadla, vačková hřídel, kola rozvodu, rozvodový řetěz nebo ozubený řemen)
- zařízení pro tvorbu směsi (vstřikovací zařízení nebo karburátor)
- pomocná zařízení (zapalování, mazání motoru, chlazení motoru, výfukový systém případně systém přeplňování)

## Porovnání s dieselovými motory

### Výhody
- lehčí
- levnější

### Nevýhody
- vyšší spotřeba
- horší akcelerace v nižší rychlosti